# Акдала (Ариська міська адміністрація)
Акдала́ (каз. Ақдала) — село у складі Ариської міської адміністрації Туркестанської області Казахстану. Адміністративний центр Акдалинського сільського округу.
Населення — 3175 осіб (2021; 2822 у 2009, 2569 у 1999, 2502 у 1989).